# Arméns flygcentrum
Arméns flygcentrum (AFC) var ett truppslagscentrum för arméflyget inom svenska armén som verkade åren 1991–1997. Förbandsledningen var förlagd i Bodens garnison i Boden.

## Historik
I samband med försvarsutredning 1988 fattades beslut om att slå samman de olika truppslagsavdelningarna i arméstaben och dess inspektörer med respektive strids-, skjuts- samt truppslagsskola till Truppslagscenter, dessa truppslagscentra sattes upp den 1 juli 1991 och övertog de tidigare enheternas ansvarsområden. Som ett resultat av försvarsbeslutet 1996 kom Arméns samtliga truppslagscenter att avvecklas den 31 december 1997 och dess uppgifter övertogs av Armécentrum (ArméC).
Arméns flygcentrum (AFC) bildades den 1 juli 1991 under namnet Arméflygcentrum, vid samma tidpunkt blev Arméflyget ett eget truppslag (Arméflyget var tidigare inordnat under Artilleriet). AFC var till en början inordnad som en del i Norrbottens arméflygbataljon (AF 1). Men den 1 juli 1994 skiljdes så AFC från AF 1 och blev därigenom detta ett eget verksamhetsställe, samtidigt byte Arméflygcentrum namn till Arméns flygcentrum. Genom denna omorganisation fick förbanden Norrbottens arméflygbataljon (AF 1) och Östgöta arméflygbataljon (AF 2) formellt en likvärdig ställning gentemot AFC och dess chef arméflyginspektören.
Vid försvarsbeslutet 1996 fattades beslutet att Arméns samtliga truppslagscenter (däribland AFC) skulle avvecklas 31 december 1997. Samtidigt fattades beslutet om att samla Försvarsmaktens samtliga helikopterresurser i en gemensam helikopterorganisation, varvid Arméflyget upphör som truppslag inom Armén. Den 1 januari 1998 upprättades så Helikopterflottiljen (Hkpflj), dock bara ledningsmässigt. Det dröjde fram till den 1 januari 1999 innan samtliga helikopterförband från Armén, Flygvapnet och Marinen gått samman och bildat den nya gemensamma organisationen. Som ett resultat av att AFC avvecklades försvann även befattningen arméflyginspektör.

## Heraldik och traditioner
När Arméns flygcentrum bildades antogs "Överste Sellin" (Andersson) som förbandsmarsch, Förbandsmarschen fördes även åren 1980–2000 av Norrbottens arméflygbataljon. Åren 2000–2005 av Norrlands helikopterskvadron. Förbandsmarschen antogs ursprungligen som förbandsmarsch den 26 april 1976 av Arméns helikopterskola.

## Förbandschefer
Befattning som Arméflyginspektör:
- 1991–1993: Överste Sven-Olof Kuoppola
- 1993–199x: Överste Sten Edholm

## Namn, beteckning och förläggningsort
| Arméflygcentrum    | 1991-07-01 | – | 1994-06-30 |
| Arméns flygcentrum | 1994-07-01 | – | 1997-12-31 |

| AFC | 1991-07-01 | – | 1997-12-31 |

| Bodens garnison (F)     | 1991-07-01 | – | 1997-12-31 |
| Linköpings garnison (F) | 1991-07-01 | – | 1997-12-31 |